# Trachea atriplaga
Trachea atriplaga là một loài bướm đêm trong họ Noctuidae.